# Sphaerostephanos menadensis
Sphaerostephanos menadensis är en kärrbräkenväxtart som beskrevs av Holtt. Sphaerostephanos menadensis ingår i släktet Sphaerostephanos och familjen Thelypteridaceae. Inga underarter finns listade.